# Horst Kern (Sozialwissenschaftler)
Horst Kern (* 29. September 1940 in Wien) ist ein deutscher Sozialwissenschaftler.

## Leben
Nach seinem Abitur am Hohenstaufen-Gymnasium in Göppingen studierte er von 1959 bis 1964 Sozialwissenschaften, insbesondere Soziologie und Ökonomie in Wilhelmshaven, Berlin und Göttingen mit dem Abschluss Diplom-Sozialwirt. 1970 promovierte er zum Dr. disc. pol. an der Wirtschafts- und Sozialwissenschaftlichen Fakultät der Universität Göttingen. 1971 wurde er Wissenschaftlicher Rat und Professor, 1973 ordentlicher Professor an der Technischen Universität Hannover. 1977 nahm Kern einen Ruf an die Georg-August-Universität Göttingen an. Von 1998 bis 2004 war er Präsident dieser Universität. Er ist seit 1998 ordentliches Mitglied der Akademie der Wissenschaften zu Göttingen und war Präsident des Soziologischen Forschungsinstituts an der Universität Göttingen.
Im Oktober 2008 wurde er emeritiert.
Er ist mit der Soziologin Ilona Ostner verheiratet.

## Veröffentlichungen
- Mit Michael Schumann: Industriearbeit und Arbeiterbewusstsein, Suhrkamp, Frankfurt 1985, ISBN 978-3-518-28149-9